# Färberei Hauptvogel (Ortrand)

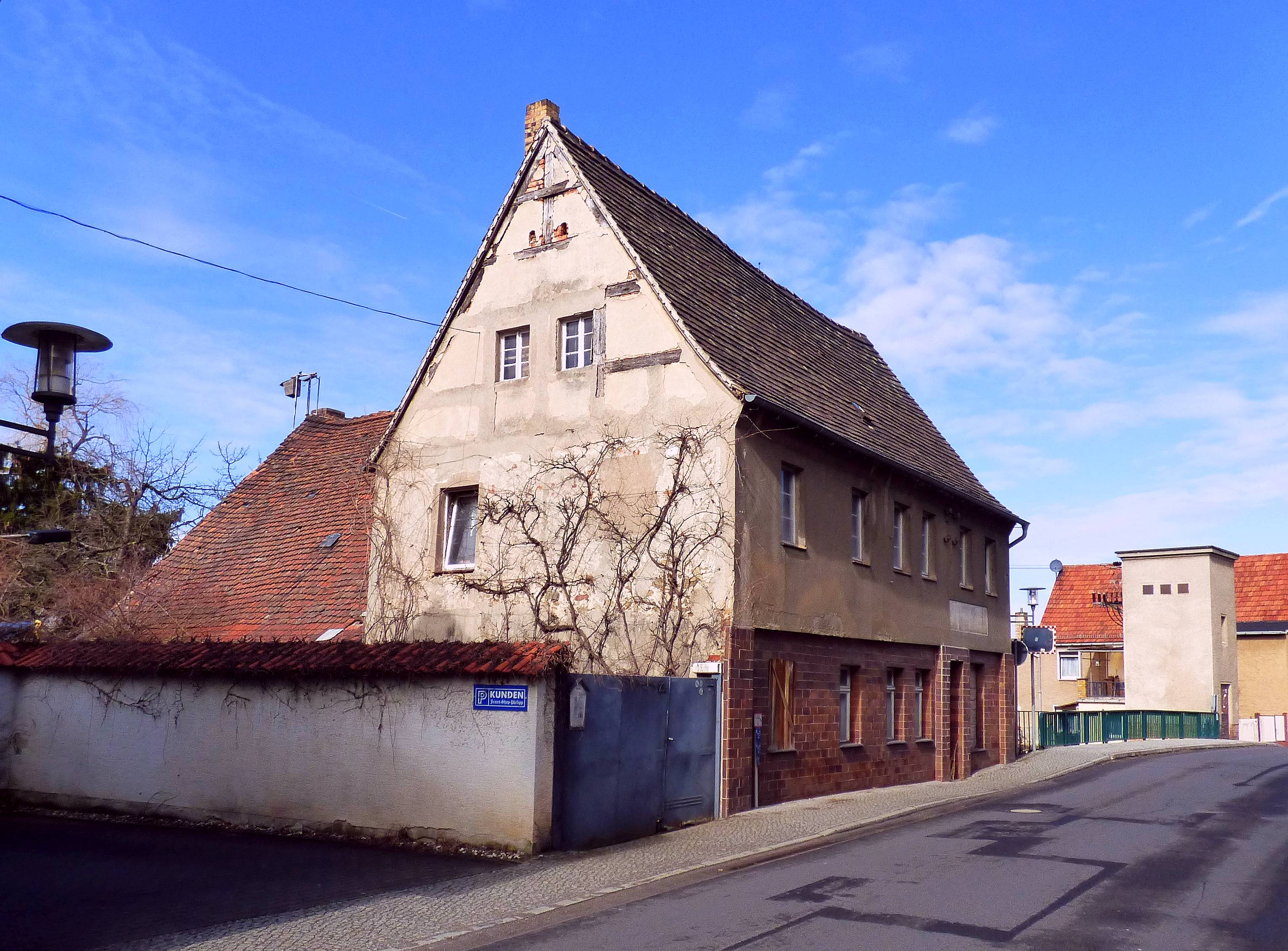
Südansicht (2018)

Die einstige Färberei Hauptvogel ist ein denkmalgeschütztes Gebäude in der südbrandenburgischen Kleinstadt Ortrand. Das Grundstück befindet sich im Norden der historischen Altstadt von Ortrand direkt an der Pulsnitz. Vom Brandenburgischen Landesamt für Denkmalschutz wurde das Hauptgebäude auf das beginnende 17. Jahrhundert datiert und ist damit eines der ältesten Häuser der Stadt nahe der sächsischen Grenze. Im örtlichen Denkmalverzeichnis ist es unter der Erfassungsnummer 09120320 verzeichnet.

## Baubeschreibung
Beim Wohnhaus handelt es sich um ein zweigeschossiges Gebäude mit Satteldach. Während das Obergeschoss als Fachwerkbau errichtet wurde, ist das Untergeschoss massiv ausgeführt und mit Klinkern verblendet. Das Dach besitzt eine einfache Biberschwanzdeckung (Spließdeckung). Die Entstehungszeit des Wohnhauses wird vom Brandenburgischen Landesamtes für Denkmalpflege auf das beginnende 17. Jahrhundert datiert, wobei der älteste aus Kiefernholz bestehende Balken laut einem aus dem Jahre 2000 stammenden dendrologischem Gutachten des Brandenburgischen Landesamtes für Denkmalpflege im Jahre 1602 gefällt wurde. Der jüngste zum Bau des Dachstuhls verwendete Balken stammt aus dem Jahre 1611.
Im Westen des Hauptgebäudes ist ein eingeschossiger Anbau angefügt, welcher ebenfalls mit einem Satteldach versehen wurde.
Die Gebäudeadresse wechselte im Laufe der Zeit durch diverse Veränderungen der städtischen Infrastruktur und Umbenennungen der anliegenden Straße. So lag das Grundstück zunächst an der Adresse Lindenauer Thor 254. Im 19. Jahrhundert wurde daraus die Lindenauer Vorstadt 173, später die Lindenauer Straße 23. In der Gegenwart ist es die Straße der Einheit 23.

## Geschichte

Färberei und Kahnverleih vor 1903
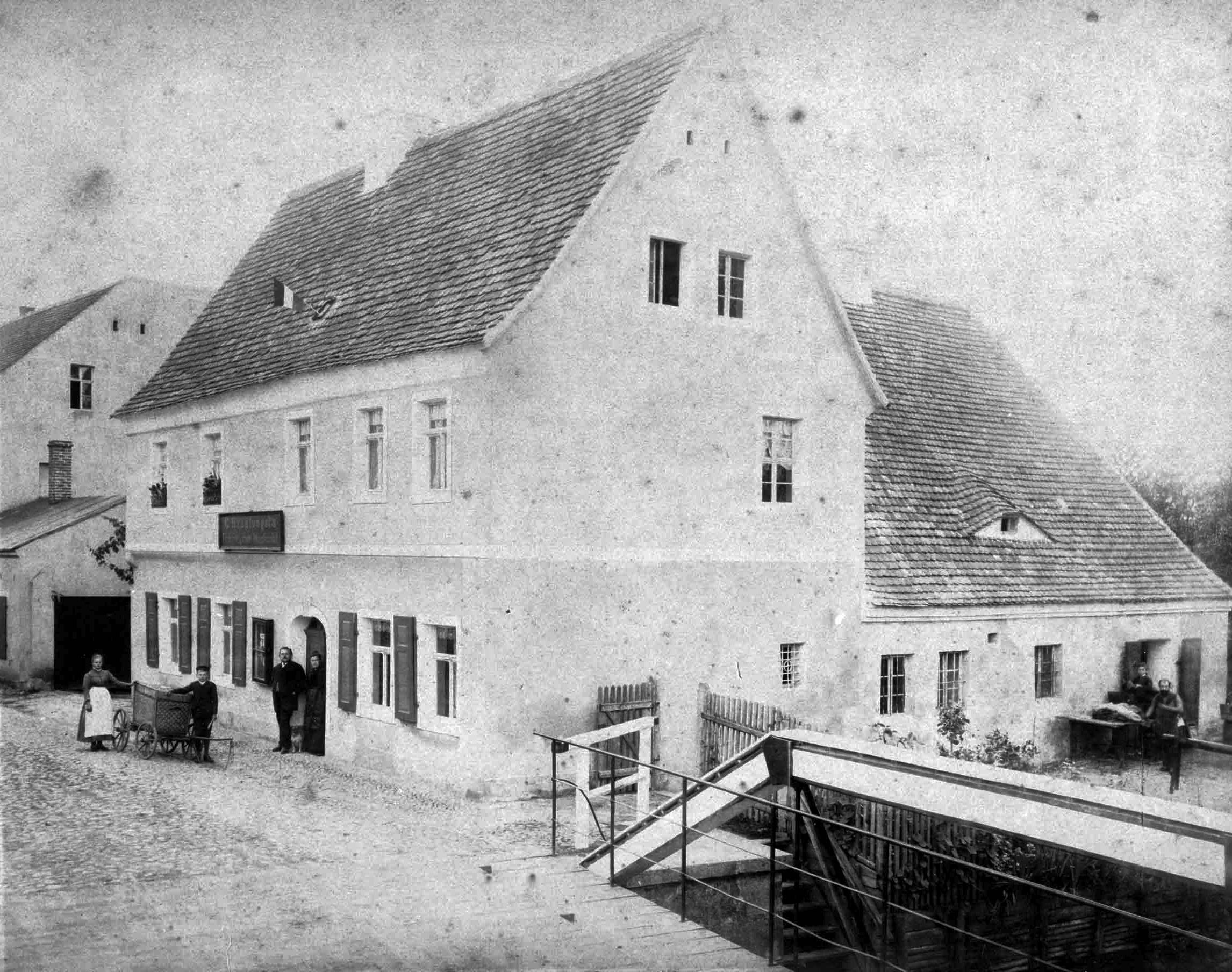
Zustand vor dem Jahre 1890.
Kahnverleih Hauptvogel vor 1903

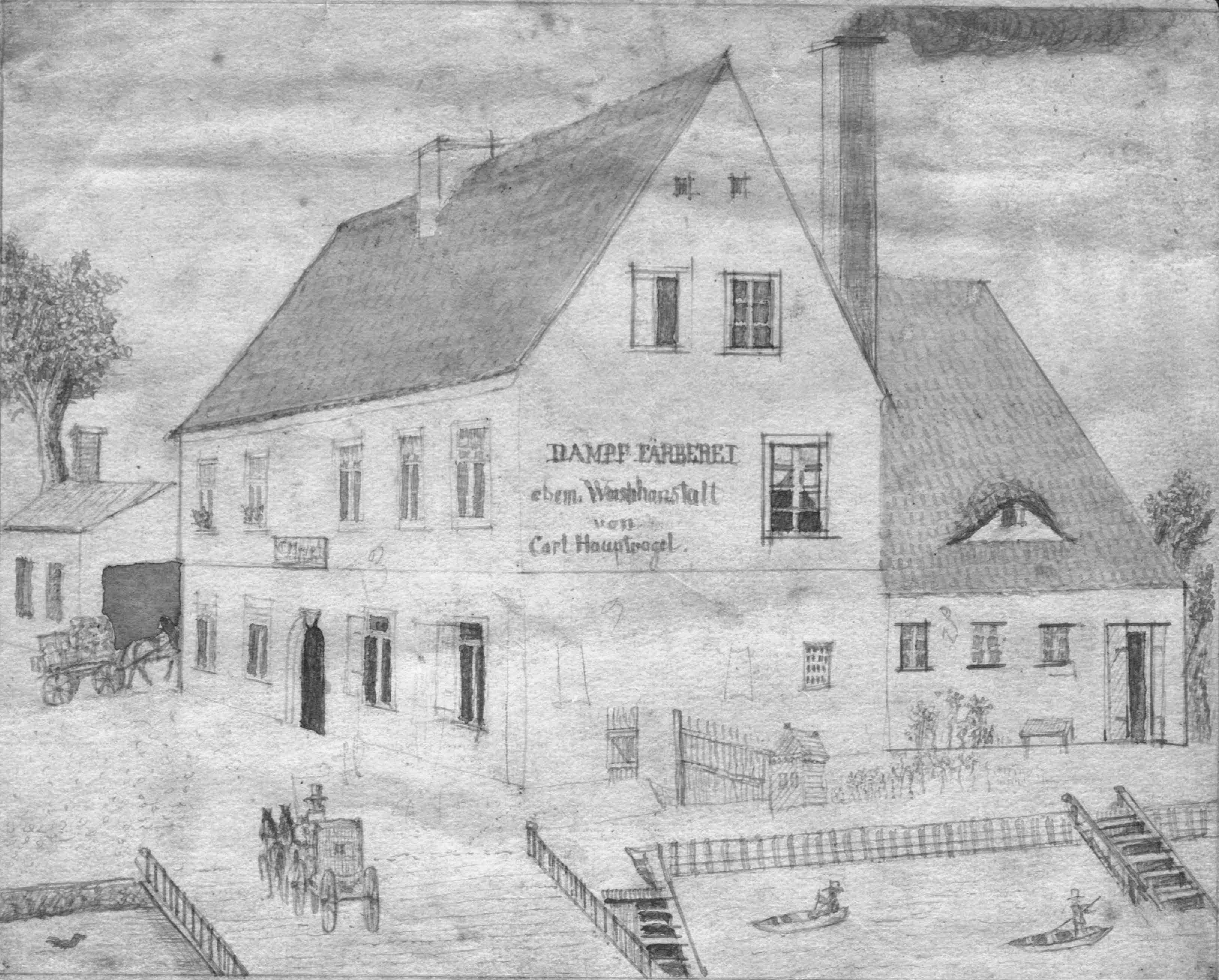
Die Färberei Hauptvogel auf einer Zeichnung in der zweiten Hälfte des 19. Jahrhunderts.

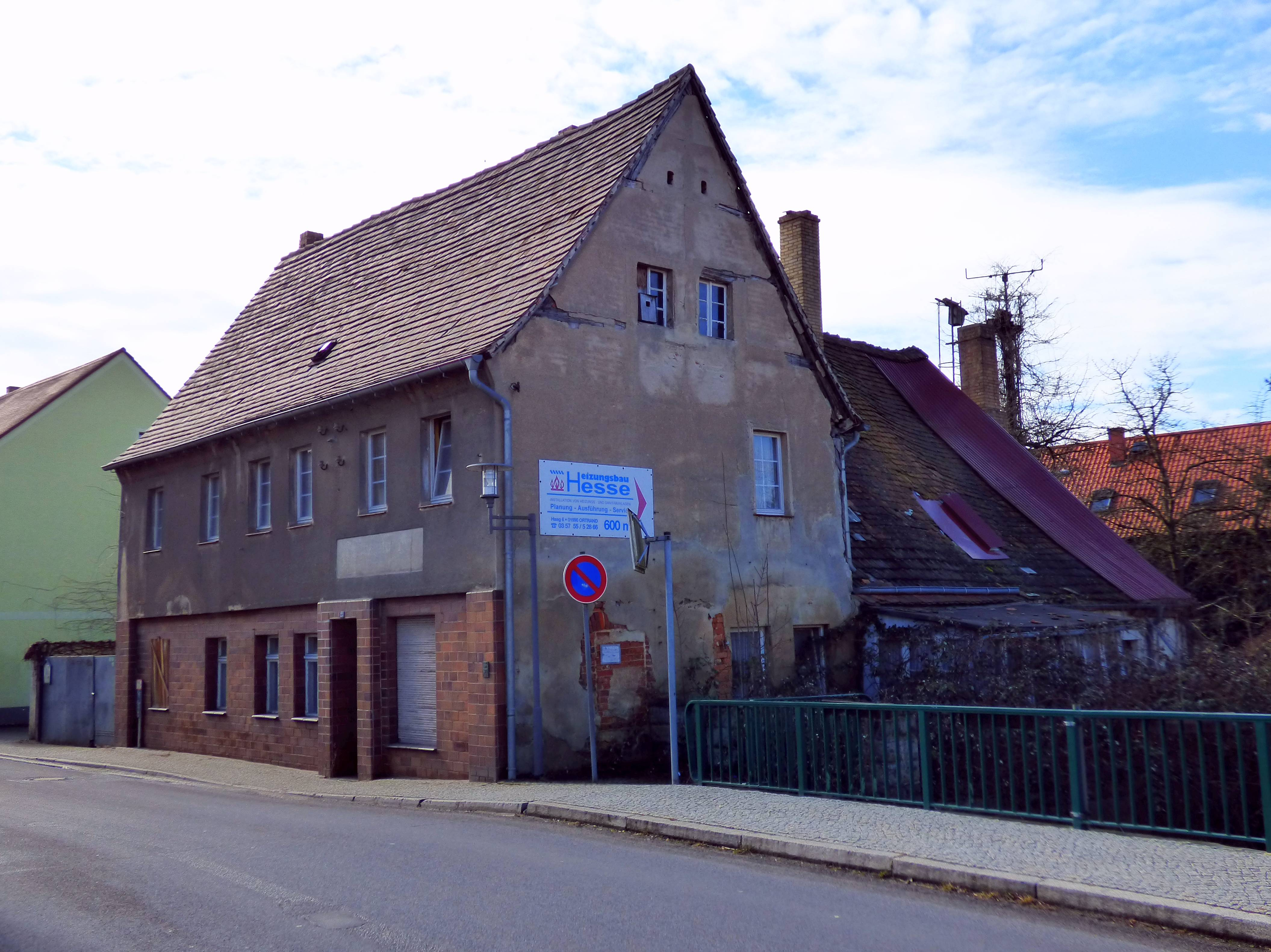
Zustand des inzwischen massiv sanierungsbedürftigen Gebäudes im März 2018

Der einstige Ortrander Stadtarchivar Heinz Lehmann mutmaßte in einem 1997 im Ortrander Anzeiger erschienenen Beitrag zur Geschichte des Hauses, dass es bereits im 16. Jahrhundert errichtet wurde. Ursprünglich befand sich hier die Ortrander Stadtbaderei. Diese befand sich noch vor dem Lindenauer Torhaus, einem der beiden Stadttore, und damit den Befestigungslagen der Stadt. Wie den Kaufverträgen zu entnehmen ist, war noch bis mindestens zur Mitte des 19. Jahrhunderts auf die Badstube ein Erbzins an die Ortrander Stadtkasse zu entrichten. Sehr wahrscheinlich wurde das Haus aber noch vor dem Dreißigjährigen Krieg am 20. März 1612 Opfer eines verheerenden Stadtbrandes, der auch über die Pulsnitz auf das damalige Nachbardorf Burkersdorf übergriff und neben Burkersdorf mit etwa 60 Häusern die Hälfte der Stadt, die Schule, die Pfarrkirche und die Lindenauer Vorstadt vernichtete. Das laut Gutachten des Landesdenkmalamtes im Jahre 1611 gefällte Bauholz wurde nach dem Brand wohl schließlich zum Wiederaufbau der Baderei verwendet.
Das Objekt wechselte im Lauf der Jahrhunderte mehrmals den Besitzer. So verkaufte am 16. Mai 1671 Ursula Stelznerin, die Witwe des Baders und Wundarztes Johann George Stelzner, das Haus samt einem angrenzenden Garten, einer Wiese, diversen Kupferschüsseln und weiterem Zubehör als Erbkauf dem Badergesellen Johann Fluhrer für 350 Meißnische Gulden. Im Jahre 1772 gehörte es dem Bader Friedrich Wilhelm Marx, welche zu jener Zeit außerdem die Berechtigung zum Brennen von Branntwein besaß. 1827 war es im Besitz der Johanna Christiane Marrin. Sie war die Witwe des Ortrander Stadtrichters. Ihr folgten in den nächsten Jahren Christian Salzfaktor, Friedrich Piersig und Leberecht Limbach, der das Grundstück im Juni 1833 für 1080 Taler erworben hatte.
Ab dem Jahre 1872 taucht schließlich die Familie Hauptvogel in den Grundstücksakten auf, die allerdings bereits vorher schon in Ortrand ansässig war. Am 30. Juni desselben Jahres veräußerte der Ortrander Fleischermeister Johann Gottlieb Leberecht Limbach dem Schönfärber Carl Heinrich Moritz Hauptvogel († 1918) sein Haus- und Gartengrundstück Lindenauer Vorstadt Nummer 173/254 für 1500 Taler. Er errichtete in seinen Gebäuden bald eine Färberei, welche er an seinen Sohn Friedrich Emil Carl Hauptvogel (1875–1953) vererbte. Neben der Färberei betrieb man unter anderem auch eine Chemische Reinigung und zur Freude der Ortrander Einwohner nebenbei einen Kahnverleih an der Pulsnitz, was auch durch einige zeitgenössische Ansichtskarten widergespiegelt wird.
Die Färberei wurde im Jahre 1953 aufgegeben. In jenem Jahr war der damalige Besitzer Friedrich Emil Karl Hauptvogel verstorben und das Grundstück ging in den Besitz seines Sohnes Otto Hauptvogel († 1990) über.
Das historische Gebäude der einstigen Färberei ist inzwischen stark sanierungsbedürftig und die denkmalgerechte Sanierung würde laut einem Gutachten 1,035 Millionen Euro kosten. Nach dem Tod Otto Hauptvogels im Jahre 1990 wurde schließlich dessen Witwe Walli Hauptvogel Besitzerin des Hauses. Als diese 2002 ebenfalls verstarb, verzichteten die Nachfahren wenige Jahre später auf Grund der zu erwartenden hohen Sanierungskosten auf das geerbte Grundstück mittels Dereliktion.

## Die Ortrander Weißstörche
Über einem Schornstein am Anbau des Gebäudes befindet sich ein Storchennest. Die Nisthilfe wurde hier im Jahre 1992 namentlich von Klaus Hauptvogel errichtet. Soweit bekannt, gab es in Ortrand im Jahr 1934 (dem Jahr der ersten internationalen Storchenzählung) auf einer Pappel einen Horst, welcher im Laufe der Jahre zwar beflogen, aber nie bebrütet wurde. Laut der im Jahre 2005 vom regionalen Weißstorchbeauftragten Werner Blaschke veröffentlichten Broschüre „Der Weißstorch im Kreis Senftenberg“ wurde die Nisthilfe über der alten Färberei von einem Weißstorchen-Paar sofort angenommen und es erfolgte in jenem Jahr mit einem ausgeflogenen Jungtier eine erfolgreiche Brut. Im Folgejahr verließen dann bereits drei junge Weißstörche das Nest. Laut einer Statistik Blaschkes verließen bis zum Jahr 2005 insgesamt 30 Jungstörche diesen Horst, wobei die Brut in den Jahren 2001 und 2004 mit jeweils vier Jungtieren am erfolgreichsten war. Seit 2007 wird der Horst nicht mehr bebrütet (Stand: 2017). Weitere in der Stadt vorhandene Nisthilfen nahe einer Schule und auf einem Fabrikschornstein wurden bisher nie bebrütet (Stand: 2004).

## Medien, Veröffentlichungen und Literatur (Auswahl)
- Heinz Lehmann: „Ältestes Haus von Ortrand und seine Besitzer“ in Ortrander Stadtanzeiger, 23. Juli 1997.
- Zweites Deutsches Fernsehen (ZDF): „Herrn Hauptvogels Antenne“ in drehscheibe Deutschland, 17. Juni 2013.
- Kathleen Weser: „Minus-Millionär wider Willen fordert sein Recht“ in Lausitzer Rundschau, 1. März 2016.
- Rundfunk Berlin-Brandenburg: „Hausverkauf mit Hindernissen“ in Brandenburg aktuell, 8. März 2016, 19:30 Uhr.
- Judith Lembke: „Wenn herrenlose Häuser zum Problem werden“ in Frankfurter Allgemeine Zeitung, 26. Oktober 2017.